# Sorex gracillimus
Sorex gracillimus е вид бозайник от семейство Земеровкови (Soricidae).

## Разпространение
Видът е разпространен в Китай, Русия, Северна Корея и Япония.